# 日本平ホテル
日本平ホテル（にっぽんだいらホテル）は、静岡市清水区の日本平に存在する観光ホテル。風景美術館とも評される高級ホテル。静岡カントリーグループ。

## 歴史
- 1964年 - 株式会社ニッセーが経営する「日本平観光ホテル」として開業
- 1974年2月19日 - 昭和天皇が静岡県に行幸した際に宿泊[1]。
- 1979年 - 株式会社日本平ホテルを設立し「日本平ホテル」に改称
- 2011年4月20日 - 建替えのため一時休館
- 2012年9月19日 - 新装開業

## 所在地
静岡市清水区馬走1500-2

## その他
日本平ホテルの野外庭園はその風光明媚な所在も相まって、テレビドラマや映画の撮影場所として使用されたことがある。また、一時期は庭園に隣接した場所を「日本平ホテル MUSIC LAND」として、屋外コンサート会場として使用していた時期もある。主だったところとしては下記の通り。
- 花ひらく娘たち 1969年 日活 - ホテルと周辺、宴会場が映し出されている。
- 「華麗なる一族」（TBS） - 主人公の自宅として広大な庭園が使用されていた[2]。なお映像上では設定上不要なものを画像処理で削除し、必要なものを合成するなどしている。
- 「ザ・ベストテン」（TBS） - 1985年10月17日、番組400回記念として、「日本平ホテル MUSIC LAND」から生中継。
- THE ALFEEが「日本平ホテル MUSIC LAND」で1987年8月8日から9日にかけて、オールナイトコンサート「SUNSET-SUNRISE」を行っている。コンサート終了後、メンバー列席の元記念碑の設置と記念樹の植樹が行われている。
- この他、音楽フェスティバルとして「日本平音楽祭・頂」が開催されていたが、日本平ホテルの改修に伴い静岡県営吉田公園に移動、改修後は同所では開催されていない。

庭園では毎年7月下旬の水曜日の夜に「日本平まつり（にっぽんだいらまつり）」が開催される。大花火ショーと称して、多数の花火が打ち上げられる。
玄関南側に外壁アルミルーバーの設置や窓を小さくする事で、太陽の熱を遮熱し建物への直射を防ぎ、館内への温度上昇を軽減する作りになっている。

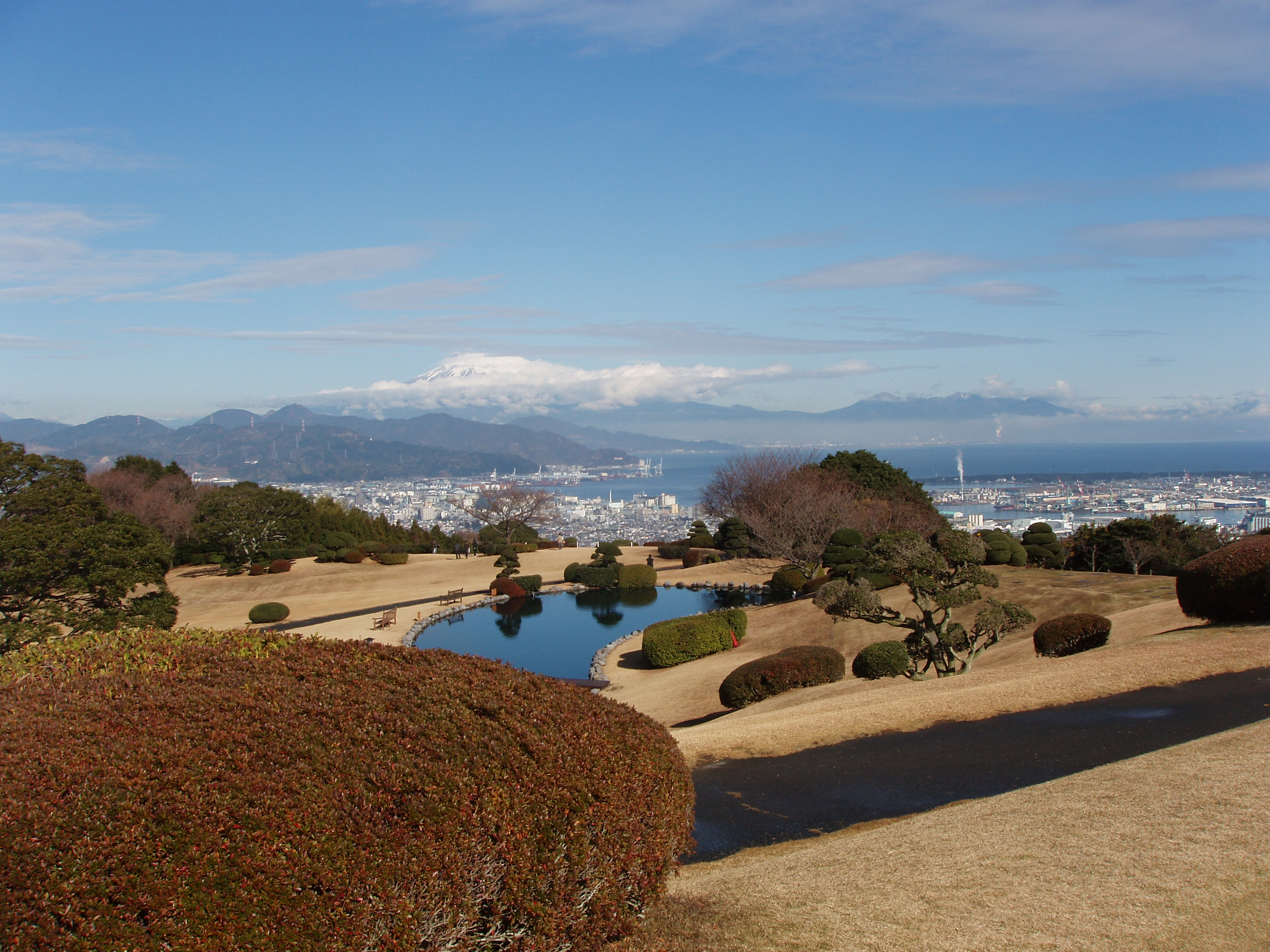
富士山を望める眺望が同ホテルの売りである